# ロードファイター
『ロードファイター』 (Road Fighter) は、1984年にコナミがアーケードゲームとして開発・販売したレースゲーム形式のアクションゲームである。当初の名称は『レッドカー』。ファミリーコンピュータやMSX、携帯電話アプリに移植された。

## 概要
目的は自車シボレー・コルベットを操作して、障害物や敵車を避けながら燃料切れ前にゴールに到着すること（タイムや順位は問わない）。燃料は、燃料補給用の車（MSX版ではハート）に接触して補給する。燃料の残量が一定量以下（ファミコン版では10）になると警告音が鳴り、全ての燃料が無くなると徐々にスピードが落ち、最終的に停止してしまう。ゴールに到達できないとゲームオーバー。AC版は基板の設定で1回だけコンティニューが出来る。
敵車や障害物に接触すると、スピンやクラッシュする。スピンをした場合はカウンターステアを切れば、体勢を立て直せる。クラッシュすると燃料や時間が減り、その場から再スタートできる。敵車には車線を変更しない車と変更する車がおり、AC版ではスピードの速い敵車を追い抜くと順位が上がる（スタート時点では40位）。FC版とMSX版には順位はない。
コースはニューヨークからサンフランシスコまでの全6コース（AC版、MSX版）／4コース（FC版）。各コースをクリアする毎に燃料は回復するが、AC版では一定量しか回復しない。全コースを走破すると全ステージクリアを示すイベントの後、やや難易度の上がった1コース目を繰り返す。
ゲーム中のBGMはない。コルベットのスペックはV型12気筒 DOHCエンジン、2,500馬力、最高速度: 400km/hとなっている。

## ゲーム内容
敵車
名称は本作を収録したオムニバス作品『コナミ80'sアーケードギャラリー』より引用。
- 普通車
直線的に走る車。
- GTカー
幅寄せをしてくる車。
- ライバルカー
高速で走る車。追い抜くと順位が上がる。

障害物
- 水溜り
接触するとスピードが落ちる
- オイル
接触するとスリップする
- 「工事中」の看板、トレーラー、トレーラーの落とすドラム缶（AC版のみ）、落石
接触するとクラッシュする

ボーナス
モグラ以外はクラッシュせずに走り続けることで出現。
- 燃料補給車（MSX版以外）
- "B"と書かれたハート形のオブジェクト(MSX版のみ）
接触すると燃料補給と300点
以後クラッシュや逃すことなく接触し続けると、500点→1000点→2000点→3000点…と得点が上昇していく。
- モグラ
条件を満たすとゴール後に出現し、3000点のボーナス。
- コナミマン、戦闘機、列車
画面下方から出現し、上方に去って行く。上方に消えると、3000点のボーナス。
- 怪獣
コース脇に座っている。画面下方に消えると、3000点のボーナス。

ステージクリア時のボーナス
- 順位ボーナス
AC版のみ。各ステージ終了時の順位に応じて加算される。完璧なプレイで理論的に可能な最上位に達していると1万点、以下順位が下がる毎に加算点数が減る。
- 敵車ボーナス
AC版のみ。追い抜いた敵車の数に応じて1台につき50点が加算される。
- 無接触ボーナス
AC版のみ。各ステージで敵車、障害物、壁に1度も接触しなかった場合、パーフェクトボーナス1万点が加算される。
- 燃料ボーナス
FC版のみ。ステージ終了時に残した燃料の量に応じて加算される。

## 移植版
| No. | タイトル                                                                                  | 発売日                                                    | 対応機種                      | 開発元        | 発売元                         | メディア                                  | 型式                                   | 売上本数 | 備考               |
| --- | ----------------------------------------------------------------------------------------- | --------------------------------------------------------- | ----------------------------- | ------------- | ------------------------------ | ----------------------------------------- | -------------------------------------- | -------- | ------------------ |
| 1   | ロードファイター                                                                          | 1985年7月11日 1992年6月18日                               | ファミリーコンピュータ        | コナミ開発2課 | コナミ                         | 192キロビットロムカセット                 | RC801 NES-39-FRA                       | -        |                    |
| 2   | ロードファイター                                                                          | 1985年8月22日 1985年                                      | MSX                           | コナミ開発3課 | コナミ カシオ計算機（OEM販売） | ロムカセット                              | RC730                                  | -        |                    |
| 3   | コナミアンティークスMSXコレクション Vol.1                                                 | 1997年11月20日                                            | PlayStation                   | KCE東京       | コナミ                         | CD-ROM                                    | SLPM-86052                             | -        | MSX版の移植        |
| 4   | コナミアンティークスMSXコレクション ウルトラパック                                        | 1998年7月23日                                             | セガサターン                  | KCE横浜       | コナミ                         | CD-ROM                                    | T-9530G                                | -        | MSX版の移植        |
| 3   | コナミ80'sアーケードギャラリー                                                            | INT 1998年11月                                            | アーケード                    | コナミ        | コナミ                         | 業務用基板                                | -                                      | -        |                    |
| 4   | コナミ80'sアーケードギャラリー Konami Arcade Classics                                     | 1999年5月13日 1999年11月30日                              | PlayStation                   | KCE札幌       | コナミ                         | CD-ROM                                    | SLPM-86228 SLUS-00945                  | -        | アーケード版の移植 |
| 5   | ロードファイター                                                                          | 2001年                                                    | iアプリ                       | コナミ        | コナミ                         | ダウンロード （コナミデラックスパック）   | -                                      | -        |                    |
| 6   | ロードファイター                                                                          | 2002年12月2日                                             | J-スカイ (Javaアプリ)         | コナミ        | コナミ                         | ダウンロード （コナミ J-APPLI）           | -                                      | -        |                    |
| 7   | ロードファイター                                                                          | 2003年3月20日                                             | EZアプリ                      | コナミ        | コナミ                         | ダウンロード （コナミアプリコレクション） | -                                      | -        |                    |
| 8   | ロードファイター                                                                          | 2006年                                                    | Windows                       | コナミ        | アイレボ                       | ダウンロード (i-revo)                     | -                                      | -        | MSX版の移植        |
| 9   | コナミ アーケード コレクション Konami Classic Series - Arcade Hits Konami Arcade Classics | 2007年3月15日 2007年3月27日 2007年10月26日 2007年10月29日 | ニンテンドーDS                | M2            | KDE                            | DSカード                                  | NTR-A5KJ-JPN NTR-ACXE-USA NTR-ACXP-EUR | -        | アーケード版の移植 |
| 10  | ロードファイター                                                                          | 2009年11月24日                                            | Wii                           | KDE           | KDE                            | ダウンロード （バーチャルコンソール）     | -                                      | -        | MSX版の移植        |
| 11  | ロードファイター                                                                          | 2014年6月19日                                             | Wii U                         | KDE           | KDE                            | ダウンロード （バーチャルコンソール）     | -                                      | -        | MSX版の移植        |
| 12  | ロードファイター                                                                          | 2019年7月25日                                             | PlayStation 4 Nintendo Switch | コナミ        | ハムスター                     | ダウンロード （アーケードアーカイブス）   | -                                      | -        | アーケード版の移植 |

## 続編
RF-2（1985年10月）
- 正式タイトルは『Konami RF2 Red Fighter』、海外でのタイトルは『Konami GT』。『ツインビー』や『グラディウス』と同じくバブルシステム上で動作する。『ロードファイター』のトップビュー視点から運転席視点になり、また燃料補給アイテムが盾型に変更されたり、妨害してくる敵車にバイクが追加されたりしている。日本国内では『ポールポジション』の筺体に組み込まれる形で流通していた。

ミッドナイトラン：ロードファイター2（1995年）
- グラフィックが3D化された。首都高速道路をモチーフにしたコースにおいて、抜かした一般車の台数を競う。操作できる車は全て実在する大排気量のスポーツカーをモデルとしており（ただしメーカーや車の名前は出ない）、通常車と改造車の2種類から選ぶことができる。1997年にプレイステーション用ソフトとしても移植されている。

ワインディングヒート（1996年）
- 『ミッドナイトラン』の改良版。峠道やワインディングなどの一般道をモチーフにしたコースにおいて、前方の車や対向車を避けつつ1位を目指すルール。タイムアタックモードでは対向車は登場せずに、普通に1位を目指しながら走る。コースは、初級・中級・上級の三つで、制限時間内にゴールをするとスタッフロールが流れる。同じ年に発売された「サイドバイサイド」（タイトー）のように実在の車種が多数登場するが、対向車との衝突や派手なスピン（ただしタイムロスになるだけで破損はしない）等を再現した為、実名では登場しない。大雑把にではあるが車のセッティングをすることが可能。Optionおよびその姉妹誌の協力を受けている。

ロードファイターズ（2010年）
- ワインディングヒート以来14年ぶりとなる新作。7月からロケテストを開始し、9月22日より稼働を開始した。緻密なカスタマイズやドレスアップが可能となり、「ロードファイターチャレンジ」や「全国対戦」など、モード数が増加したほか、スポーツカーを中心とした国内外の車両が実名で登場する。3D対応。また、ロードファイターシリーズでは初のe-AMUSEMENT PASS対応でもある。詳しくはそちらを参照。

## メディア展開
ロードファイター サンダー伝説（月刊コロコロコミック1985年夏休み増刊号）
- ファミコン版を原作に岩田和久が執筆した読み切り漫画。荒廃した近未来という設定で、最終兵器の設計図を回収すべく悪の組織が自動車レースを開催、その野望を阻止せんと主人公の少年も出場を決意するという、ゲームとかけ離れた内容ではあるが、レースのコースが主人公が遊び続けていたロードファイターそのものであり、攻略法もそのまま使えるという形でゲーム内容も活かされている。